# Megachile rottnestensis
Megachile rottnestensis là một loài Hymenoptera trong họ Megachilidae. Loài này được Rayment mô tả khoa học năm 1934.

## Hình ảnh

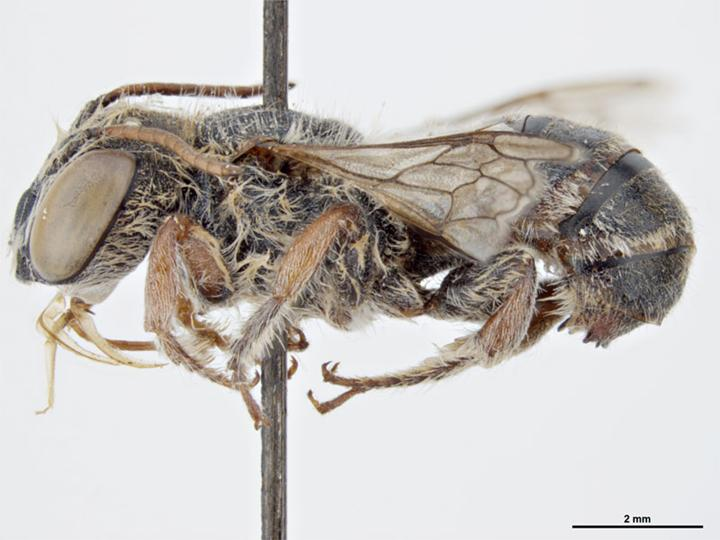